# 도글라스 탕키
도글라스 윌리안 아 시우바 소우자(포르투갈어: Douglas Willian da Silva Souza, 1992년 3월 13일 ~ )는 브라질의 축구 선수로, 포지션은 공격수다. 통상 도글라스 탄키(포르투갈어: Douglas Tanque)라고 불리는 그는 현재 튀르키예 TFF 1. 리그의 삼순스포르에서 활약하고 있다.